# Movimiento por la cultura libre

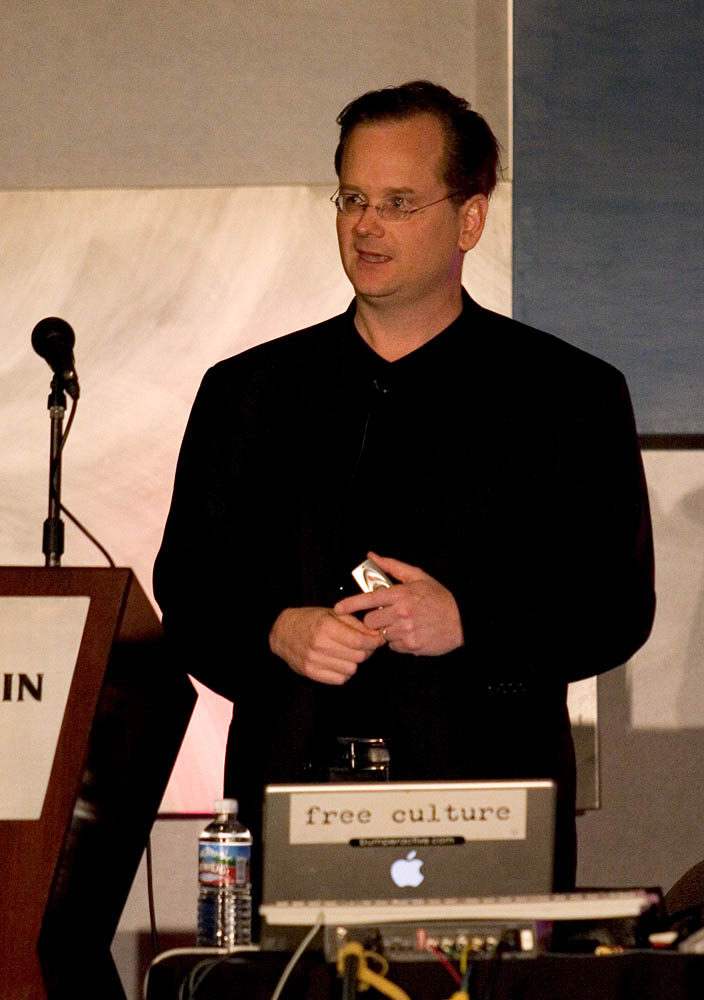
Lawrence Lessig, un activista influyente del movimiento de cultura libre, en 2005.

El movimiento por la cultura libre es un movimiento social que promueve la libertad de distribución y modificación de trabajos creativos de otros en forma de contenido libre o contenido abierto sin recibir ningún tipo de compensación o consentimiento por parte de los creadores originales de estos trabajos, usando Internet y otros medios.
El movimiento se opone a lo que consideran excesivamente restrictivo en cuanto a leyes de copyright se refiere. Muchos miembros del movimiento argumentan que dichas leyes entorpecen y limitan la creatividad.
Creative Commons es una organización creada por Lawrence Lessig quien distribuye licencias que permiten compartir y mezclar bajo ciertas condiciones, y además ofrece una búsqueda en línea de varios trabajos con la licencia Creative Commons.
El movimiento por la cultura libre, con su ética de libre intercambio de ideas, está de acuerdo con el movimiento de software libre y de código abierto. 
Hoy en día, este tema se mantiene para muchos otros movimientos, incluyendo Acceso abierto, cultura remix, cultura hacker, el Movimiento de Acceso al Conocimiento (A2K), Open Source Learning, el movimiento copyleft y de dominio público.

## Historia

### Precursores
A finales del año 1960, Stewart Brand fundó el Catálogo de toda la Tierra (en inglés, the Whole Earth Catalog (WEC)) y argumentó que la tecnología podría ser más liberadora que opresora. Él inventó el eslogan “La información quiere ser libre” en 1984 contra la limitación al acceso de la información controlada por el gobierno, previniendo la información de dominio público.

### Antecedentes de la formación del movimiento por la cultura libre
En 1998, el Congreso de los Estados Unidos aprobó la ley de ampliación del plazo de copyright de Sonny Bono (en inglés,  Sonny Bono Copyright Term Extension Act) la cual fue firmada por el presidente Clinton. La legislación ampliaba las protecciones del copyright en veinte años adicionales y como resultado se disponía de una garantía en términos de copyright de 70 años después de la muerte del autor. El proyecto de ley fue muy presionado por compañías musicales y cinematográficas, como Disney y fue apodada como la ley de protección de Mickey Mouse (Mickey Mouse Protection Act). Lawrence Lessig sostiene que el copyright es un obstáculo para la producción cultural, compartición de conocimientos e innovación tecnológica y que los intereses privados - en lugar del bien común - determinan la ley. Él viajó a la ciudad en 1998, dando hasta cien charlas por año en los campus de las universidades y difundiendo el movimiento. Esto dio lugar a la fundación del primer capítulo de los estudiantes por la cultura libre (en inglés, Students for Free Culture) en la Universidad de Swarthmore.
 En 1999, Lessig desafió la ley de Bono, llevando el caso a la Corte Suprema de los Estados Unidos. A pesar de estar muy convencido de su victoria, citando la limitación de términos de copyright en términos sencillos de la Constitución, Lessig solo consiguió dos votos en contra: de los jueces Stephen Breyer y John Paul Stevens. 

### Fundación de Creative Commons
En 2001, Lessig inició Creative Commons, un sistema de licencias alternativo “ algunos derechos reservados” para el sistema de copyright por defecto “todos los derechos reservados”. Lessig se centró en un balance de uso justo entre el interés del público de usar y participar en lanzamientos de trabajos creativos y la necesidad de proteger el trabajo del creador, el cual todavía permite “lectura-escritura” de la cultura remix. 
El término “cultura libre” fue originalmente usado en 2003 durante la Cumbre Mundial sobre la Sociedad de la Información (CMSI), para presentar la primera licencia libre para la creación artística en general, iniciada por el equipo de actitud Copyleft (en inglés, Copyleft attitude team) en Francia en 2001 (llamado licencia de arte libre, en inglés, free art license). Se descubrió en el libro de Lawrence Lessig, Cultura libre (en inglés, Free Culture) en 2004.
En agosto de 2003 el proyecto de contenido abierto (en inglés, Open Content Project), un precursor del Creative Commons de 1998 por David A.Wiley, anunció a Creative Commons como sucesor del proyecto y Wiley se unió como director.

### Definición de “ Trabajos de Cultura Libre”
En 2005/2006 dentro del movimiento por la cultura libre, Creative Commons había sido criticada por Erik Möller y Benjamin Mako Hill por la carencia de un mínimo de normas para la libertad. Después, la definición de los trabajos de cultura libre fue creada como un trabajo colaborativo de muchos, incluyendo a Erik Möller, Lawrence Lessig, Benjamin Mako Hill y Richard Stallman. En febrero de 2008, varias licencias Creative Commons fueron “aprobadas por trabajos de cultura libre”, concretamente CC BY y CC BY-SA (después también lo fue, CC0). Las licencias Creative Commons con restricciones de uso comercial o trabajos derivados no fueron aprobadas.
En octubre de 2014 la Fundación de Conocimiento Abierto (en inglés, Open Knowledge Foundation) describió su definición de “abierto”, para contenido abierto y conocimiento abierto, como sinónimos para la definición de “libre” en la “Definición de Trabajos de Cultura Libre”, observando que ambas están incluidas en la Definición de Open Source y de Software libre. Por consiguiente, las mismas tres licencias creative commons son recomendadas para contenido abierto y libre, CC BY, CC BY-SA y CC0. La fundación Open Knowledge definió de forma adicional tres licencias especializadas para datos y bases de datos, anteriormente no disponibles, Licencia y Dedicación Abierta de Datos de Dominio Público, Licencia Abierta de Atribución de Datos y Licencia Abierta de Bases de Datos
(en inglés, the Open Data Commons Public Domain Dedication and Licence (PDDL), the Open Data Commons Attribution License (ODC-BY) and the Open Data Commons Open Database License (ODbL)). 

## Organizaciones

Logo de Creative Commons

La organización comúnmente asociada con cultura libre es Creative Commons (CC), fundada por Lawrence Lessig. CC promueve la compartición de trabajos creativos y difusión de ideas para producir vitalidad cultural, progreso científico e innovación de negocios.

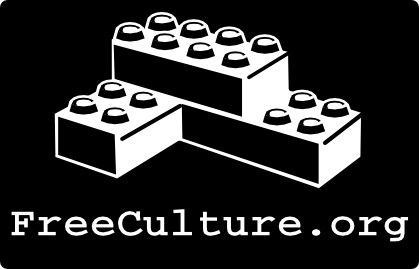
La organización de estudiantes FreeCulture.org, inspirada por Lessig y fundada en 2003. Los ladrillos de juguete son un símbolo de la reutilización y mezcla de las obras culturales, usados también como símbolo de la Cultura remix.

QuestionCopyright.org es otra organización cuya misión manifiesta es “resaltar el daño económico, artístico y social causado por la distribución de monopolios y demostrar cómo las distribuciones basadas en la libertad son mejores para artistas y audiencias”. QuestionCopyright debería ser mejor conocida por su asociación con la artista Nina Paley, cuyo largometraje de animación, Sita Sings The Blues, el cual recibió múltiples premios, ha sido considerado como un ejemplo extraordinariamente satisfactorio de distribución libre bajo el patrocinio de “Sita Distribution Project”. La página web de la organización tiene varias fuentes, publicaciones y otras referencias relacionadas con varios copyright, patentes y marcas registradas publicadas.
La organización de Estudiantes por la Cultura Libre (en inglés, Students for Free Culture) es a veces confundida con  “El Movimiento por la Cultura Libre”, pero ese no es su nombre oficial. La organización es un subconjunto de este gran movimiento. El primer capítulo fue fundado en 1998 en Swarthmore College y por el año 2008, la organización tenía ya veintiséis capítulos. 
El Movimiento por la Cultura Libre toma los ideales del movimiento de software libre y código abierto y los extiende desde el campo del software hasta todos los trabajos culturales y creativos. En los comienzos de la vida de Creative Commons, Richard Stallman (el fundador de la Fundación de Software Libre y del movimiento del software libre) respaldó a la organización. Él retiró su apoyo debido a la incorporación de varias licencias incluyendo licencias para países en vías de desarrollo y de muestreo y más tarde recuperaron cierto apoyo cuando Creative Commons las retiró.
El movimiento por la música libre, es otro subconjunto del movimiento por la cultura libre, empezó siendo la Web y aumentó su popularidad con la Filosofía de la música libre por Ram Samudrala a principios de 1994. También estaba basado en la idea del software libre de Richard Stallman y coincidió con el nacimiento de los movimientos por el arte y la información abiertos (referido en este caso de forma colectiva como “el movimiento por la cultura libre”). La filosofía de la música libre usó un acercamiento de tres enfoques para que por voluntad propia se motivase la difusión de la copia sin restricciones, basándose en el hecho de que las copias de grabaciones y composiciones podrían ser hechas y distribuidas con completa precisión y fácilmente vía Internet. El posterior movimiento de música libre fue ampliado con información por parte de diversos medios de comunicación incluyendo Billboard, Forbes, Levi´s Original Music Magazine, The Free Radical, Wired y The New York Times. Junto con el impacto de the Web conducido por  software de código abierto y Linux, el incremento de P2P y la compresión irreversible y a pesar de los esfuerzos de la industria de la música, la música libre se convirtió en gran parte una realidad a comienzos del siglo 21. Organizaciones como la Fundación de la frontera electrónica (en inglés, Electronic Frontier Foundation) y Creative Commons defendían la información libre como Lawrence Lessig, con la que elaborarían numerosas licencias que ofrecerían diferentes tipos de copyright y copyleft. La pregunta ya no era por qué  y cómo la música debía ser libre, pero si era cómo la creatividad podría prosperar mientras los músicos desarrollaban modelos para generar ingresos en la era de Internet.

## Aceptación

### Escepticismo por parte de la Fundación del Software Libre (FSL)
Inicialmente, Richard Stallman el fundador de la Fundación del Software Libre no vio la importancia de los trabajos libres más allá del software. Por ejemplo para los manuales y libros Stallman en 1990 declaró:

As a general rule, I don't believe that it is essential for people to have permission to modify all sorts of articles and books. The issues for writings are not necessarily the same as those for software. For example, I don't think you or I are obliged to give permission to modify articles like this one, which describe our actions and our views.

Como regla general, no creo que sea esencial para la gente tener permiso para modificar toda clase de artículos y libros. Las cuestiones de las escrituras no son necesariamente las mismas que para el software. Por ejemplo, no creo que tú o yo estemos obligados a dar permiso para modificar artículos como este, el cual describe nuestras acciones y nuestros puntos de vista.
De forma similar, en 1999 Stallman dijo que él no veía “un imperativo social para diseños de hardware libre como el imperativo para el software libre”. Otros autores, como Joshua Pearce, han argumentado que hay un imperativo ético para el hardware de código abierto, específicamente con respecto a la tecnología de apropiación de código abierto para un desarrollo sostenible. Más tarde, Stallman cambiaría su posición ligeramente y defendió la compartición de información en 2009. Pero en 2011, Stallman comentó en la detención del fundador de Megaupload, “ Creo que todos los trabajos destinados a darles un uso práctico deberían ser libres, pero eso no se aplica a la música, desde que la música es digna de apreciación y no de uso práctico”. En una investigación Stallman diferenció tres clases: los trabajos de uso práctico deberían ser libres, los trabajos que muestran puntos de vista deberían poder ser compartidos pero no modificados y los trabajos de arte y entretenimiento deberían tener copyright (pero solo durante 10 años). En una charla en 2012 Stallman argumentó que los videojuegos como software deberían ser libres pero no su parte artística. En 2015 Stallman 
defendió la idea de los diseños de hardware libres. 

### Defensores del copyright
Las críticas contra el movimiento por la cultura libre viene de los defensores del copyright. 
El músico Jaron Lanier y tecnólogos destacados discuten sobre esta perspectiva de la Cultura Libre en su libro “Tú no eres un artilugio”, 2010 (en inglés, You Are Not a Gadget). Las preocupaciones de Lanier incluyen la despersonalización de los medios anónimos de colaboración abierta (como Wikipedia) y la dignidad económica de los artistas creativos de clase media.
Andrew Keen, un crítico de Web 2.0, cuestiona algunas de las ideas sobre la cultura libre en su libro, Cultura del Amateur (en inglés, Cult of the Amateur), describiendo a Lessig como un “comunista de la propiedad intelectual”.
Se culpa a la cultura libre del declive del mercado de compartición de las industrias de los medios de comunicación, pero académicos como Clay Shirky afirman que el mercado como tal, no la cultura libre, es el que está acabando con la industria del periodismo.